# Poder Ejecutivo de Honduras
La República de Honduras se encuentra organizada según lo establecido en el Título I: Sobre el Estado De la Constitución de Honduras de 1982, vigente hasta nuestros días. El Título V establece los tres poderes del estado que garantizan la administración y que se cumplan las leyes: el Poder Ejecutivo, representado por el presidente constitucional y elegido por los ciudadanos, los Ministros y secretarías del estado; el Poder Legislativo, compuesto por los miembros diputados representantes de los 18 departamentos elegidos plenamente por el pueblo; el Poder Judicial y, como auxiliar, se encuentran las secretarías, instituciones descentralizadas, las fuerzas armadas y los regímenes municipales de los departamentos que componen el territorio nacional.

## Presidente constitucional de Honduras
El presidente de la República de Honduras es el jefe de Estado, de gobierno y suprema autoridad administrativa de Honduras, que es elegido por el pueblo. La actual mandataria es la ciudadana Xiomara Castro. 

### Atribuciones del presidente
El Presidente de la República tiene a su cargo la administración general del Estado; son sus atribuciones;
1. Cumplir y hacer cumplir la Constitución, los tratados y convenciones, leyes y demás disposiciones legales;
2. Dirigir la política general del Estado y representarlo;
3. Mantener incólume la independencia y el honor de la República, la integridad e inviolabilidad del territorio nacional;
4. Mantener la paz y seguridad interior de la República y repeler todo ataque o agresión exterior;
5. Nombrar y separar libremente a los Secretarios y Subsecretarios de Estado, y a los demás funcionarios y empleados cuyo nombramiento no esté atribuido a otras autoridades;
6. Excitar al Congreso Nacional a sesiones extraordinarias por medio de la comisión permanente o proponerle la prórroga de las ordinarias;
7. Restringir o suspender el ejercicio de derechos, de acuerdo con el Consejo de Ministros, con sujeción a lo establecido en esta Constitución;
8. Dirigir mensajes al Congreso Nacional en cualquier época, y obligatoriamente en forma personal y por escrito al instalarse cada legislatura ordinaria;
9. Participar en la formación de las leyes presentando proyectos al Congreso Nacional por medio de los Secretarios de Estado;
10. Dar a los Poderes Legislativo, Judicial y Tribunal Supremo Electoral, los auxilios y fuerzas que necesiten para hacer efectivas sus resoluciones;[2]
11. Emitir acuerdos y decretos y expedir reglamentos y resoluciones conforme a la ley;
12. Dirigir la política y las relaciones internacionales;
13. Celebrar tratados y convenios, ratificar, previa aprobación del Congreso Nacional, los tratados internacionales de carácter político, militar, los relativos al territorio nacional, soberanía y concesiones, los que impliquen obligaciones financieras para la Hacienda Pública o los que requieran modificación o derogación de alguna disposición constitucional o legal y los que necesiten medidas legislativas para su ejecución;
14. Nombrar los jefes de misión diplomática y consular de conformidad con la ley del servicio exterior que se emita, quienes deberán ser hondureños por nacimiento, excepto si se trata de un cargo ad-honorem o de representaciones conjuntas de Honduras con otros Estados;
15. Recibir a los jefes de misiones diplomáticas extranjeras, a los representantes de organizaciones internacionales, expedir y retirar el execuátur a los cónsules de otros Estados;
16. Ejercer el mando en jefe de las Fuerzas Armadas en su carácter de comandante general, y adoptar las medidas necesarias para la defensa de la República;
17. Declarar la guerra y hacer la paz en receso del Congreso Nacional, el cual deberá ser convocado inmediatamente;
18. Velar en general, por la conducta oficial de los funcionarios y empleados públicos para la seguridad y prestigio del gobierno y del Estado;
19. Administrar la Hacienda Pública;
20. Dictar medidas extraordinarias en materia económica y financiera cuando así lo requiera el interés nacional, debiendo dar cuenta al Congreso Nacional;
21. Negociar empréstitos, efectuar su contratación previa aprobación del Congreso Nacional cuando corresponda;
22. Formular el plan nacional de desarrollo, discutirlo en Consejo de Ministros, someterlo a la aprobación del Congreso Nacional, dirigirlo y ejecutarlo;
23. Regular las tarifas arancelarias de conformidad con la ley;
24. Indultar y conmutar las penas conforme a la ley;
25. Conferir condecoraciones conforme a la ley;
26. Hacer que se recauden las rentas del Estado y reglamentar su inversión con arreglo a la ley;
27. Publicar trimestralmente el estado de ingresos y egresos de la renta pública;
28. Organizar, dirigir, orientar y fomentar la educación pública, erradicar el analfabetismo, difundir y perfeccionar la educación técnica;
29. Adoptar las medidas de promoción, prevención, recuperación y rehabilitación de la salud de los habitantes;
30. Dirigir la política económica y financiera del Estado;
31. Ejercer vigilancia y control de las instituciones bancarias, aseguradoras y financieras por medio de la Comisión Nacional de Bancos y Seguros, cuya integración y funcionamiento se regirá en virtud de una ley especial y nombrar los Presidentes y Vicepresidentes de los bancos del Estado, conforme a la ley;
32. Dictar todas las medidas y disposiciones que estén a su alcance para promover la rápida ejecución de la Reforma Agraria y el desarrollo de la producción y la productividad en el agro;
33. Sancionar, vetar, promulgar y publicar las leyes que apruebe el Congreso Nacional;
34. Dirigir y apoyar la política de Integración Económica y Social, tanto nacional como internacional, tendiente al mejoramiento de las condiciones de vida del pueblo hondureño;
35. Crear, mantener y suprimir servicios públicos y tomar medidas que sean necesarias para el buen funcionamiento de los mismos;
36. Conferir grados militares desde subteniente hasta capitán, inclusive;
37. Velar porque las Fuerzas Armadas sean apolíticas, esencialmente profesionales, obedientes y no deliberantes.[3]
38. Conceder y cancelar cartas de naturalización, autorizadas por el poder ejecutivo, conforme a la ley;
39. Conceder pensiones, gratificaciones y aguinaldos, de acuerdo con la ley;
40. Conceder personalidad jurídica a las asociaciones civiles de conformidad con la ley;
41. Velar por la armonía entre el capital y el trabajo;
42. Revisar y fijar el salario mínimo de conformidad con la ley;
43. Permitir o negar, previa autorización del Congreso Nacional, el tránsito por el territorio de Honduras de tropas de otro país;
44. Permitir, previa autorización del Congreso Nacional, la salida de tropas hondureñas a prestar servicios en territorio extranjero, de conformidad con los tratados y convenciones internacionales para operaciones sobre el mantenimiento de la paz; y,
45. Las demás que le confiere la constitución y las leyes.

## Titulares de las secretarías de Estado actuales
| Cargo                                                                                        | Titular                              |
| -------------------------------------------------------------------------------------------- | ------------------------------------ |
| Designados presidenciales de Honduras                                                        | Doris Gutiérrez, Renato Florentino . |
| Secretario del Servicio de Administración de Rentas (SAR)                                    | Rosa Mariana Ríos Munguía            |
| Secretario de Gobernación, Justicia y Descentralización                                      | Tomás Eduardo Vaquero Morris         |
| Secretaría de Finanzas                                                                       | Christian Duarte                     |
| Secretario de Relaciones Exteriores                                                          | Javier Efraín Bú                     |
| Secretario de Defensa Nacional                                                               | Vacante                              |
| Secretario de Educación                                                                      | Daniel Esponda                       |
| Secretario de Salud                                                                          | Carlos Aguilar                       |
| Secretario de Agricultura y Ganadería                                                        | Laura Suazo                          |
| Secretario del Gabinete                                                                      | Vacante                              |
| Secretaría de Seguridad                                                                      | Héctor Gustavo Sánchez               |
| Secretario de Desarrollo e Inclusión Social                                                  | Vacante                              |
| Secretaria de Turismo                                                                        | Yadira Gómez                         |
| Presidenta del Banco Central de Honduras                                                     | Rebeca Santos                        |
| Secretario de Infraestructura y Servicios Públicos                                           | Octavio Pineda Paredes               |
| Secretario de Desarrollo Económico                                                           | Fredis Cerrato                       |
| Comisionado Nacional de Banca y Seguros                                                      | Marcio Sierra                        |
| Secretaria de Recursos Naturales y Ambiente                                                  | Lucky Medina                         |
| Secretaria de Trabajo y Seguridad Social                                                     | Wilmer Fernández                     |
| Secretaría de Ciencia, Tecnología y la Innovación (SENACIT)                                  | Luther Castillo Harry                |
| Ministro asesor en materia de transparencia y combate a la corrupción                        | Jaime Turcios                        |
| Secretario privado                                                                           | Héctor Zelaya Castro                 |
| Secretaria de Derechos Humanos                                                               | Longino Becerra Lanza                |
| Director presidencial de planificación                                                       | Ricardo Salgado                      |
| Secretario de prensa                                                                         | Ivis Alvarado                        |
| Encargado de Gestión por Resultados de Casa Presidencial                                     | Julio Navarro                        |
| Director de INFOP (Instituto Nacional de Formación Profesional)                              | Carlos Suazo                         |
| Enlace municipal Casa Presidencial                                                           | Nelson Licona                        |
| Secretaría de las Culturas, las Artes y los Patrimonios de los Pueblos de Honduras (SECAPPH) | Anarella Vélez Osejo                 |
| Ministro asesor en materia de comunicaciones de la Presidencia                               | Milton Benítez                       |
| Asistente de la Presidencia en atención a presos políticos y sociales                        | Pedro Joaquín Amador                 |
| Comisionado Presidencial contra las ZEDE                                                     | Fernando García                      |
| Secretaría de Reforestación Nacional y Medio Ambiente                                        | Miguel Briceño                       |
| Director del Instituto Nacional de Estadística (INE)                                         | Eugenio Sosa                         |
| Ministro asesor de la presidencia en materia laboral                                         | Olvin Rodríguez                      |
| Secretaria de la Juventud                                                                    | Zulmit Rivera                        |
| Secretaria de la Mujer                                                                       | Doris García                         |

## Presupuesto General de Ingresos y Egresos
En enero de 2014 se aprobó el Presupuesto General de Ingresos y Egresos de Honduras, que es de 183,635 millones 280 mil Lempiras (US$ 9 mil millones de dólares estadounidenses)), de los cuales, 179,681 millones son asignados para el Poder Ejecutivo; 1,864 millones son asignados al Poder Judicial y 2,089 millones son asignados para el Poder Legislativo.
Para el ejercicio fiscal 2023, el presupuesto de Honduras ascendió a más de 392 mil millones de lempiras; de estos, alrededor de 234 mil millones fueron asignados a la Administración Centralizada y aproximadamente 157 mil millones a la Administración Descentralizada.